# Hoekeinde
Hoekeinde is een buurtschap  in de gemeente Altena in de Nederlandse provincie Noord-Brabant. Het ligt bij de jachthaven ten oosten van het dorp Sleeuwijk.
Bij het Hoekeinde bevindt zich het veer Sleeuwijk-Gorinchem. Het is tegenwoordig slechts een voetveer, hoewel het vroeger een zeer belangrijk veer is geweest, dat tot 1961 onderdeel heeft uitgemaakt van de toenmalige rijksweg A27. In de laatste decennia is de kom tussen het Hoekeinde en de voormalige rijksweg (de Rijksstraatweg) geheel volgebouwd. Vandaag de dag is het Hoekeinde dan ook vastgegroeid aan de nieuwbouw van Sleeuwijk.
Hoofdplaats: Almkerk
Stad: Woudrichem      
Dorpen: Andel · Babyloniënbroek · Drongelen · Dussen · Eethen · Genderen · Giessen · Hank · Meeuwen · Nieuwendijk · Rijswijk · Sleeuwijk · Uitwijk · Veen · Waardhuizen · Werkendam · Wijk en Aalburg

Buurtschappen: Bronkhorst · Buurtje · De Baan · De Hoef · Duizend Morgen · Eng · Hill · Hoekeinde · Keizersveer · Kerkeinde · Kievitswaard · Kille · Korn · Moleneind · Oudendijk · Peerenboom · Schans · Spijk · Stenenheul · Steurgat · Uppel · Vierbannen · Vijcie · 't Zand · Zandwijk

Verdwenen plaatsen: Aartswaarde · Almonde · Eemkerk · Emmikhoven · Gansoyen · Hagoort · Honswijk · Munsterkerk · Muilkerk

Noord-Brabant: Steden en dorpen in Noord-Brabant      Nederland: Provincies · Gemeenten